# Adolfo de Carolis
Pour les articles homonymes, voir De Carolis.
Adolfo de Carolis, né à Montefiore dell'Aso le 7 février 1874 et mort à Rome le 6 janvier 1928, est un peintre, xylographe, homme de lettres, illustrateur et photographe italien de la fin du XIXe et début  XXe siècle. Il signait parfois ses travaux A. de Karolis.

## Biographie
Adolfo de Carolis a étudié à l'Académie des beaux-arts à Bologne (1888-1892) ainsi qu'à la Scuola di Decorazione Pittorica au Museo Industriale Artistico à Rome (1892-1895).
Il a commencé à peindre en plein-air dans la campagne romaine avec le groupe In Arte Libertas fondé par Nino Costa avec qui il expose en 1897.
À la Biennale de Venise de 1899, il expose des peintures allégoriques inspirées par les préraphaélites et marquées par le symbolisme.

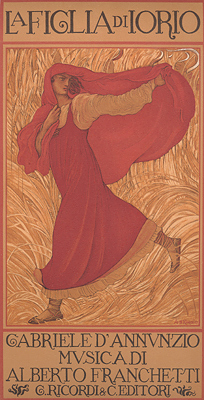
Affiche lithographiée pour La Figlia di Iorio de Gabriele D'Annunzio (1914).

En 1900, l'Académie des beaux-arts Pietro Vannucci de Pérouse le fait Accademico per Merito (Académicien par mérite).
En 1901, il obtient la chaire de décoration (ornatto) de l'Académie des beaux-arts de Florence et en 1902 il épouse son modèle, Lina Ciucci, de laquelle il aura cinq enfants.
En janvier 1903, il est associé au lancement de la revue Leonardo fondée par Giovanni Papini et Giuseppe Prezzolini à Florence.
Il exécute entre 1907 et 1909 les fresques mythologiques du Salone del Consiglio Provinciale, à Ascoli Piceno.
En 1908, en collaboration avec l'architecte Alfredo Brizzi, il a remporté le concours pour la décoration du grand salon situé dans  Palais du Podestat de Bologne. En 1911, il entame un cycle inspiré de la Renaissance, illustrant l'histoire de la civilisation, avec un accent particulier sur le passé de Bologne. Ce projet a été complété par ses assistants, après sa mort. Les peintures murales sont encore en place, mais pour des raisons de sécurité les peintures du plafond ont été détachées (1972-1973), et certaines ont été détruites dans le processus.
Il a conçu la marque de la collection Classici del ridere de l'éditeur Angelo Fortunato Formiggini, avec lequel il collabore dès 1908.
De 1922 à 1924, il décore à fresque la Sala del Consiglio Provinciale d'Arezzo. Artiste réputé en France, il collabore aux publications de la Société de la gravure sur bois originale (Paris).
Parmi ses œuvres les plus populaires, on note les nombreuses illustrations de romans de Gabriele D'Annunzio (Il Notturno, La Figlia di Iorio) et de Giovanni Pascoli (un recueil de poèmes), pour la maison Fratelli Treves (en).
Inspiré à la fois par les guildes artistiques florentines et le mouvement Arts and Crafts, De Carolis, fonde un atelier spécialisé dans le graphisme sous le nom de A. De Karolis. Il fut un éminent graveur sur bois, un illustrateur, et exécute de nombreuses fresques, toutefois sa renommée est surtout due à ses activités liées aux arts décoratifs et à ses nombreuses créations d'arts appliqués en lien avec le design.
Il a aussi écrit des essais sur l'art dans divers périodiques, dont Eroica et Rinascimento.

## Œuvre

### Peintures dans les collections publiques
- Le Castalidi, huile sur toile, 1905, Rome, Galerie nationale d'Art moderne et contemporain.
- Ritratto della figlia Adriana a 4 anni, huile sur toile, 1909, Florence, Palazzo Pitti.
- Studio di figura femminile, étude peinte, 1900-1910, Bitonto, Galleria nazionale della Puglia.
- Donna con vaso di rose, huile sur toile, 1910, Rome, Galerie nationale d'Art moderne et contemporain.
- Il risveglio dell'Aurora, huile sur toile, 1913, Rome, Galerie nationale d'Art moderne et contemporain.
- Mater Matuta o L'Aurora, huile sur toie, 1914, Plaisance, musée d'Art moderne Ricci-Oddi.

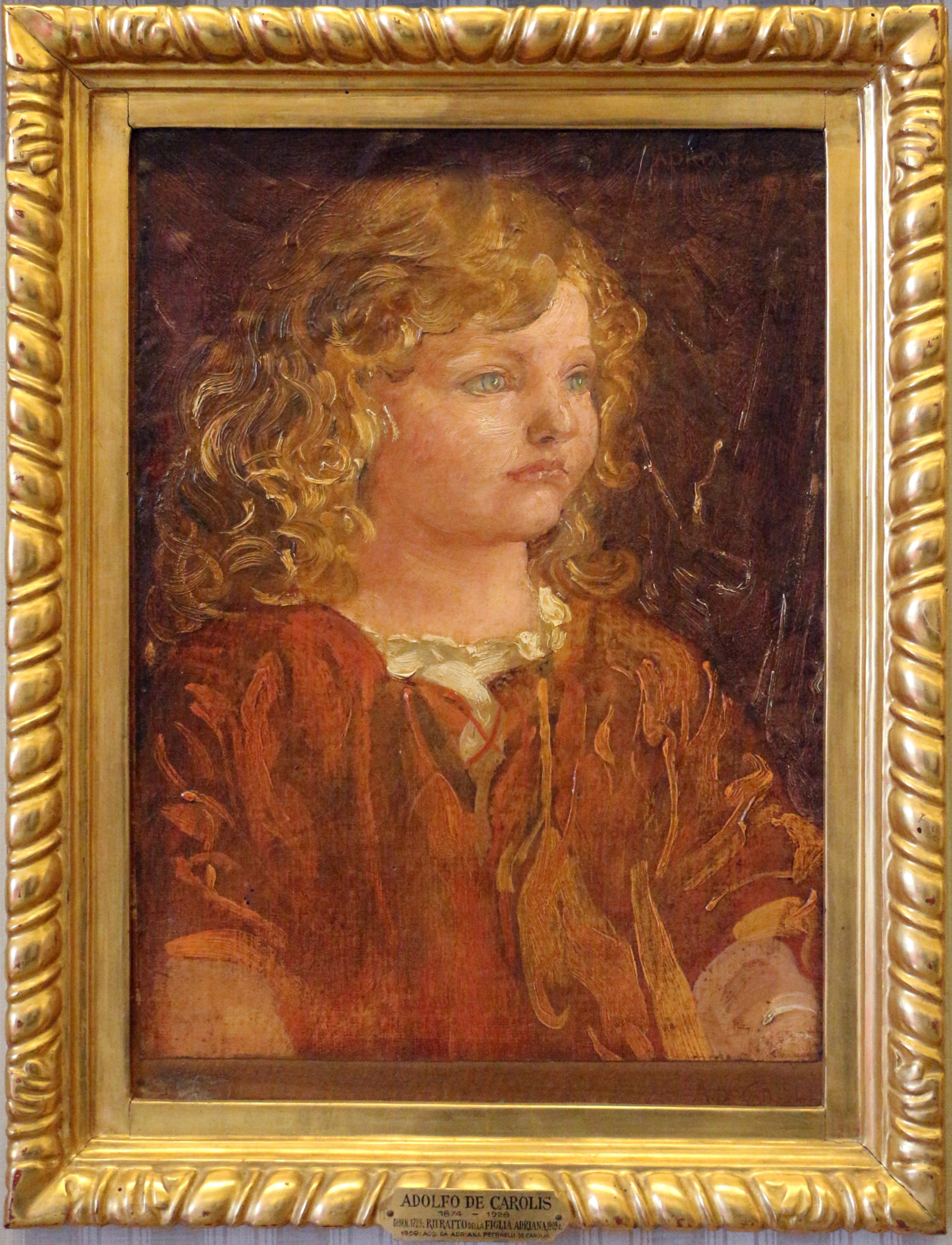
Portrait d'Adriana [sa fille], huile sur toile, 1909
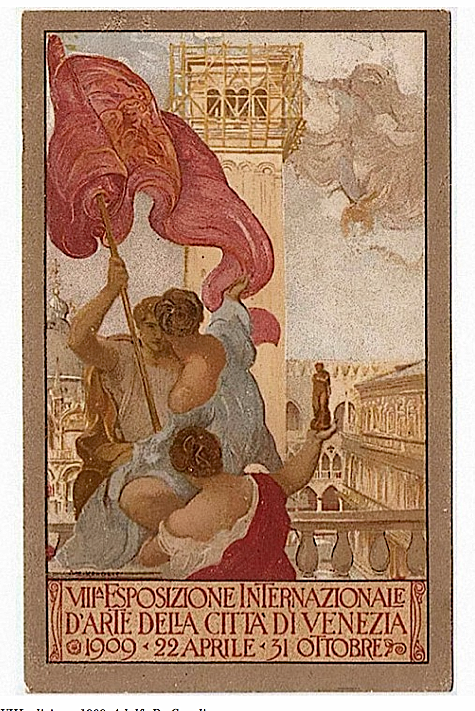
Affiche pour la Biennale de Venise (1909)
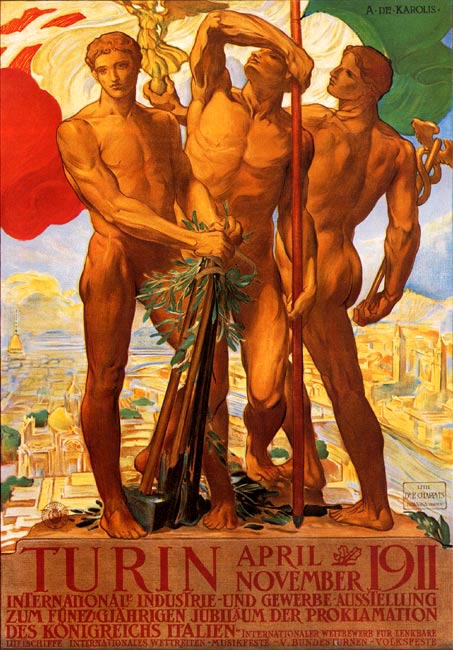
Affiche pour l'Exposition universelle de 1911 à Turin
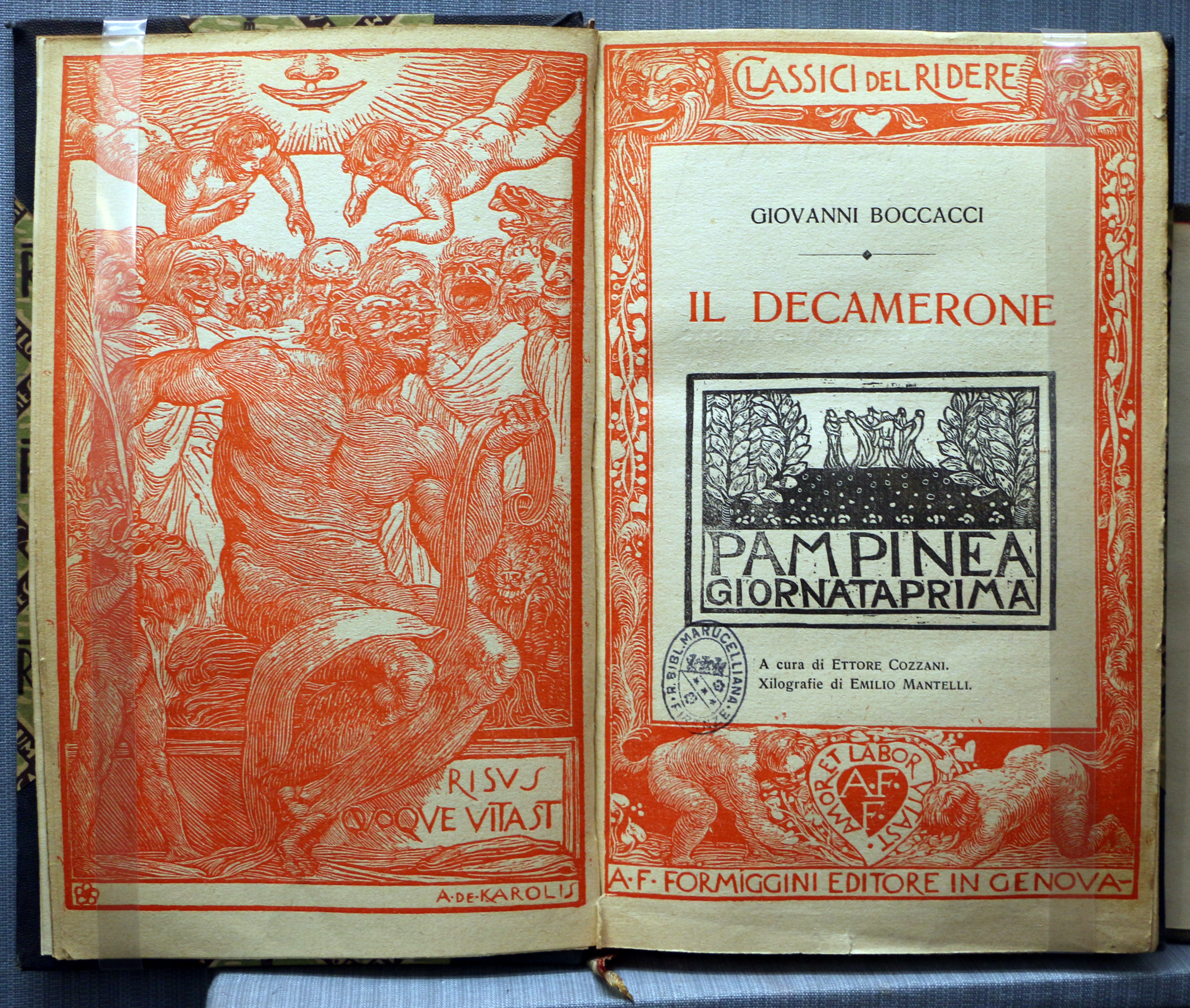
Pages de titre pour les éditions Formiggini (Decamerone, 1913)
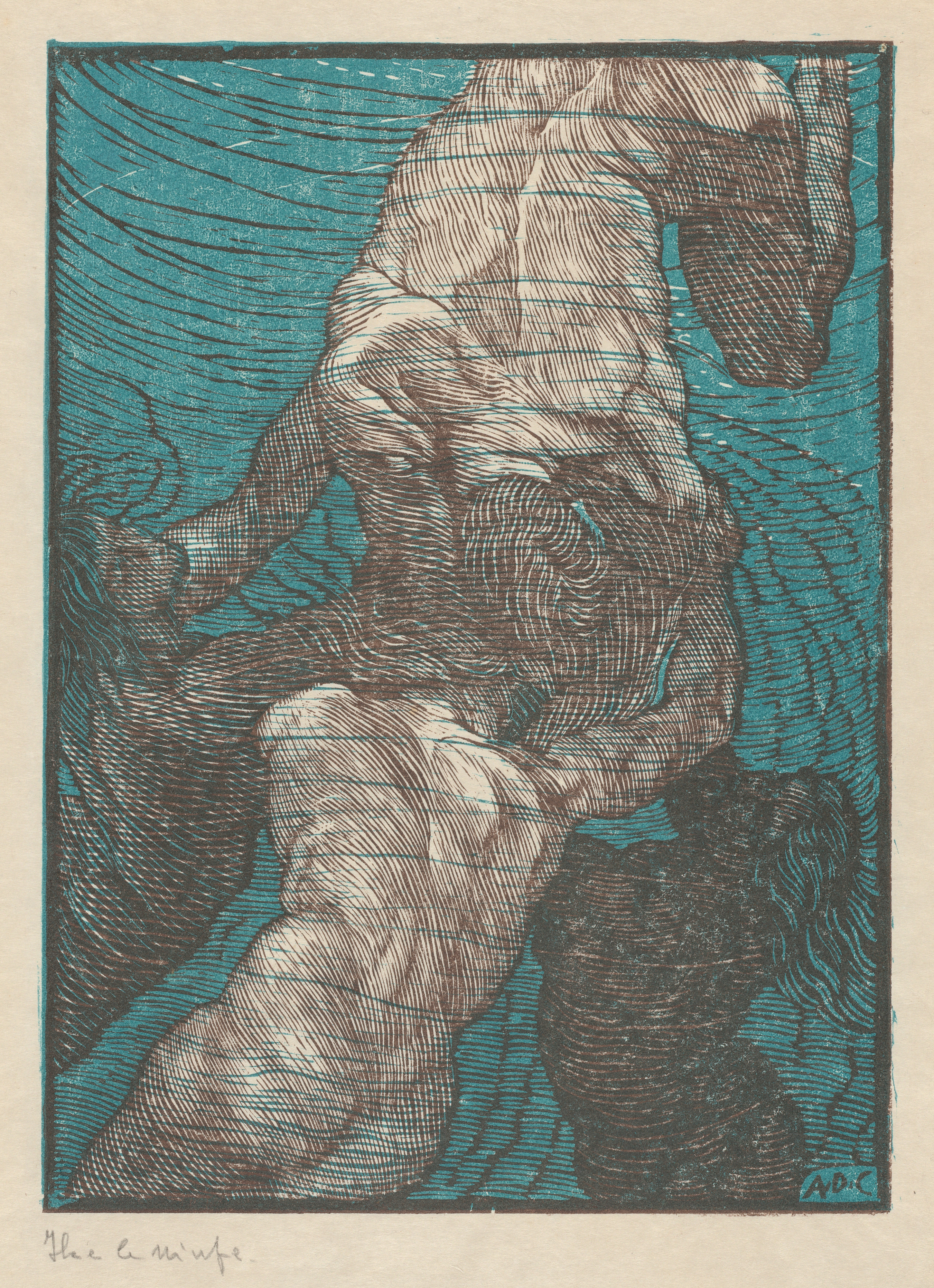
Ila e le ninfe, bois gravé en couleurs, 1916
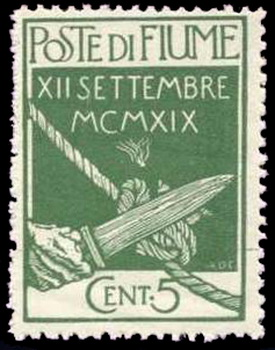
Timbre pour la poste de Fiume, 1920
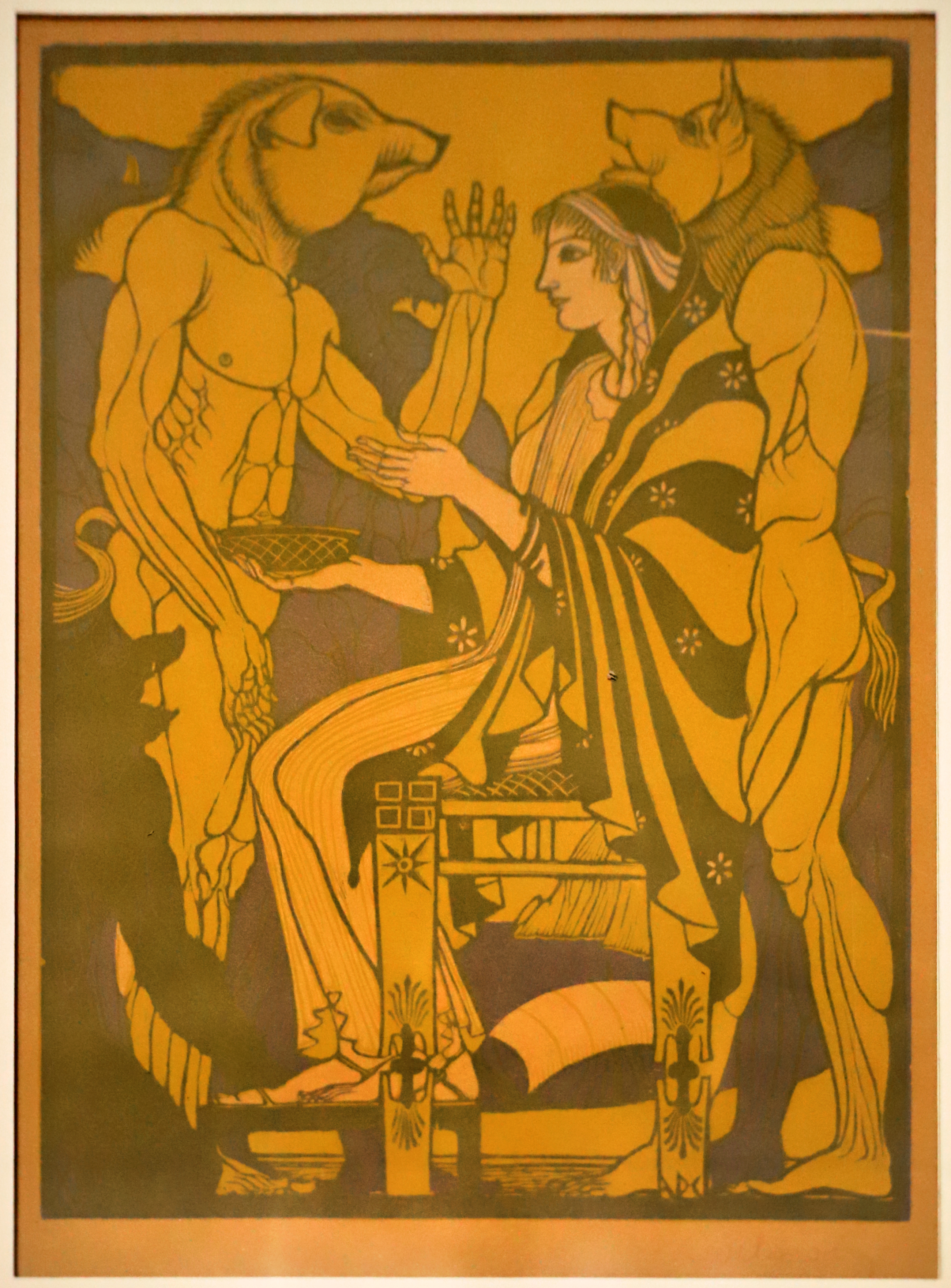
Circe, bois gravé, 1923

## Récipiendaire
- Chevalier[3] de l'ordre de la Couronne d'Italie, 1909.